# ILX-27
ILX-27 – polski prototypowy demonstrator technologii bezzałogowego śmigłowca opracowany przez Instytut Lotnictwa we współpracy z Instytutem Technicznym Wojsk Lotniczych oraz Wojskowymi Zakładami Lotniczymi Nr 1 w Łodzi.

## Historia
Celem zespołu inżynierów była budowa bezzałogowego śmigłowca, wypełniającego swoimi możliwościami rynkową lukę pomiędzy maszynami typu Camcopter S-100 mogącymi unieść ładunek rzędu 50 kg a załogowymi śmigłowcami przystosowanymi do roli UAV, przenoszącym ładunek rzędu 1000 kg. Nowa maszyna miała być zdolna do uniesienia ładunku o masie 200–300 kg. Przeznaczona byłaby do realizacji zadań rozpoznawczych, monitorowania obszarów leśnych, klęsk żywiołowych, zadań transportowych, ewakuacji medycznej oraz dzięki zastosowaniu podwieszanego uzbrojenia, zadań uderzeniowych. W celu realizacji programu budowy powołano do życia konsorcjum naukowo techniczne, którego liderem został Instytut Lotnictwa z Warszawy, gdzie zespół konstruktorów pod kierunkiem Pawła Guły miał za zadanie opracowanie całego projektu i przygotowanie dokumentacji technicznej. Partnerami warszawskiej placówki zostały Instytut Techniczny Wojsk Lotniczych, odpowiedzialny był za budowę systemów sterowania i przeprowadzenie prób w locie oraz Wojskowe Zakłady Lotnicze Nr 1 z Łodzi, które w przypadku podjęcia produkcji seryjnej aparatu będzie jego głównym wykonawcą. Pod koniec 2009 roku Ministerstwo Nauki i Szkolnictwa Wyższego, w ramach programu 0048/R/T00/2009/08 „Bezzałogowy śmigłowiec-robot do zadań specjalnych” przyznało środki finansowe na prowadzenie prac. Ich celem była budowa jednego śmigłowca przeznaczonego do badań eksploatacyjnych i kolejnych dwóch maszyn, jednej do prób w locie i jednej do testów naziemnych. Śmigłowiec został nazwany ILX-27 gdzie IL oznaczało Instytut Lotnictwa a litera X – maszynę typu UAV. W 2012 roku ukończono obydwa prototypy, a w dniach 20 i 21 września tego samego roku wzbił się on po raz pierwszy w powietrze na poligonie w podwarszawskiej Zielonce. Prototyp przeznaczony do prób naziemnych w dniach 11–16 września 2012 roku prezentowany był na wystawie Internationale Luft- und Raumfahrtausstellung Berlin. W Polsce maszyna została publicznie zaprezentowana podczas otwartej dla publiczności imprezy Noc w Instytucie Lotnictwa zorganizowanej w maju 2012 roku oraz w czerwcu tego samego roku podczas obchodów 60-lecia Instytutu Technicznego Wojsk Lotniczych. W 2013 i 2014 roku śmigłowiec został zademonstrowany na Międzynarodowym Salonie Przemysłu Obronnego w Kielcach. Do 2014 roku, maszyna spędziła w powietrzu ponad 20 godzin, latając również w warunkach poligonowych. Po zaprzestaniu finansowania przez Narodowe Centrum Badań i Rozwoju w 2013 roku, ILX-27 miał być nadal rozwijany z wykorzystaniem środków własnych instytutu, co okazało się być jednak ponad jego siły.

## Konstrukcja
Maszyna miała budowę modułową, dzięki temu jej skonfigurowanie do wypełniania określonych zadań, nie wymagało czasochłonnej pracy. Moduł centralny mieścił przekładnie główną oraz silnik. W module tylnym – belce ogonowej maszyny umieszczono wał napędowy wirnika ogonowego i przekładnie. Moduł dziobowy przystosowano do instalacji różnorakich sensorów i sprzętu obserwacyjnego. Obydwa moduły, dziobowy i ogonowy dawały się łatwo odczepić od modułu centralnego. Wirnik główny – trójłopatowy, końcówki łopat wirnika głównego charakteryzował się niską prędkością podczas pracy dzięki czemu śmigłowiec był relatywnie cichy. Śmigło ogonowe – pięciołopatowe, otunelowane (początkowo, pierwszy prototyp miał czterołopatowy wirnik ogonowy). Podwozie główne tworzyły płozy mające możliwość absorpcji energii uderzenia podczas twardego przyziemienia. Na umieszczonych na kadłubie bocznych wysięgnikach maszyna miała możliwość przenoszenia podwieszanego uzbrojenia.

## Nagrody
- Wyróżnienie Ministra Obrony Narodowej na Międzynarodowym Salonie Przemysłu Obronnego Kielce 2013.
- Grand Prix im. Kontradmirała X Czernickiego na targach Balt Military Expo 2014[5]